# Згурський Олександр Іванович
Олександр Іванович Згурський (нар. 4 квітня 1981) — український футболіст, що грав на позиції захисника і півзахисника. Відомий за виступами в низці клубів першої української ліги та у складі команди білоруської вищої ліги «Нафтан» із Новополоцька.

## Клубна кар'єра
Олександр Згурський розпочав виступи у професійному футболі в 1998 році в команді другої ліги «Миргород». На початку сезону 1998—1999 років футболіст перейшов до структури найсильнішої на той час команди України — київського «Динамо», проте за 2 роки перебування в київській команді грав переважно за «Динамо-3» в другій лізі, 1 матч зіграв також за «Динамо-2» в першій українській лізі. На початку 2001 року Згурський перейшов до складу команди білоруської вищої ліги «Нафтан» із Новополоцька, проте зіграв у її складі лише 1 матч в основному складі, після чого повернувся до України, й у 2002—2003 роках грав за аматорські команди «Факел» (Варва) і «Черкаси». На початку сезону 2003—2004 років футболіст перейшов до команди першої ліги «Спартак» з Івано-Франківська, проте вже на початку 2004 року став гравцем аматорської команди «Тирас-2500», утім ще в цьому році перейшов до іншої аматорської команди «Іван» з Одеси, в якому грав до кінця 2005 року. Протягом 2006 року Олександр Згурський грав у складі команди першої ліги «Спартак» з Сум аж до її розформування, після чого протягом 2007 року знову грав у команді «Тирас-2500», та в кінці року завершив виступи на футбольних полях.